# Oncideres rhodosticta
Oncideres rhodosticta là một loài bọ cánh cứng trong họ Cerambycidae.